# امبوانگیب
امبوانگیب (به لاتین: Amboangibe) یک سکونتگاه مسکونی در ماداگاسکار است که در ساوا (ماداگاسکار) واقع شده‌است.

## خصوصیات
امبوانگیب ۱۸٬۰۰۰ نفر جمعیت دارد و ۹۰ متر بالاتر از سطح دریا واقع شده‌است.